# Kerberos (Gattung)
Kerberos ist eine Gattung aus der Ordnung der Hyaenodonta, ausgestorbenen fleischfressenden Säugetieren, die möglicherweise den Raubtieren nahe stehen. Sie lebte im Mittleren Eozän vor 40 bis 38 Millionen Jahren. Die bisher einzigen Reste sind von einer Fundstelle im südlichen Frankreich bekannt, wo die Knochen Anfang der 1980er Jahre geborgen wurden. Sie bestehen aus dem Schädel, dem Unterkiefer und einigen Teilen des Hinterbeins. Aufgrund ihrer Größe kann auf einen der größten bekannten Hyaenodonten des Eozäns geschlossen werden. Die Tiere verfügten über ein spezialisiertes Gebiss, das gut zum Schneiden von fleischlicher Nahrung geeignet war. Möglicherweise nahmen sie damals die ökologische Nische der heutigen Hyänen ein. Die Gattung wurde im Jahr 2015 wissenschaftlich eingeführt.

## Beschreibung

Unterkiefer von Kerberos in verschiedenen Ansichten (A–C: linke Hälfte; D–F: rechte Hälfte)

Kerberos gehört zu den großen Vertretern der Hyaenodonten. Das Körpergewicht betrug schätzungsweise rund 140 kg, die Spannweite liegt aber je nach verwendeter Bestimmungsmethodik zwischen 49 und 277 kg. Überliefert ist die Gattung von einem vollständigen Schädel, einem Unterkiefer und verschiedenen Elementen des Hinterbeins. Der Schädel erreichte eine Länge von 35 cm, er entspricht damit in der Größe dem eines weiblichen Braunbären. Bedingt durch das Ablagerungsmilieu ist der Schädel leicht zerdrückt und in Einzelknochen zersplittert, wodurch einzelne Merkmale unkenntlich wurden. Charakteristisch war das kurze Rostrum, das kürzer war als bei Hyaenodon, aber nicht so deutlich wie bei Megistotherium. Die untere Fläche des Naseninnenraums stand in Seitenansicht in einem Winkel von 45°. Sie wurde seitlich eingerahmt vom Mittelkieferknochen. Dieser endete kurz hinter dem Ansatz des Naseninnenraums. Der Oberkiefer nahm von vorn nach hinten an Höhe zu, am hinteren Ende war er dadurch doppelt so hoch wie am vorderen. Das Foramen infraorbitale lag oberhalb des vierten Prämolaren. Das Nasenbein war in Aufsicht schmal und dreieckig. Es reichte nach hinten bis über die Position der Orbita hinaus. Das große Tränenbein ragte vom Augenrand nach vorn in den Gesichtsbereich hinein. Der Jochbogen war massiv und ausladend ausgebildet sowie in Seitenansicht sehr hoch. Der vordere Astansatz verlief nahezu gerade. Das Stirnbein querten markante Temporallinien, die sich am Scheitelbein zu einem extrem starken Scheitelkamm vereinigten. Dieser besaß eine beträchtliche Höhe, die im hinteren Abschnitt nahezu der des restlichen Schädels entsprach. Der Wulst des Hinterhauptsbeins formte sich bogenförmig über dem Hinterhauptsloch und führte beiderseits des Schädels hinab. Er endete typisch für die Hyainailouridae oberhalb des Warzenfortsatzes. Am Gaumenbein öffneten sich die Choanen etwa am Ende der Zahnreihe.
Der Unterkiefer besaß einen vorn auffallend niedrigen horizontalen Knochenkörper, was als relativ ursprünglich bei den Hyainailouriden gilt. Die Symphyse dehnte sich bis zum dritten Prämolaren aus. Unter dem ersten und dem letzten Prämolaren befand sich jeweils ein Foramen mentale. Die Unterkante des horizontalen Knochenkörpers lief leicht konvex bis zum Winkelfortsatz, der kurz und scharf ausgebildet war. Das Unterkiefergelenk saß nur wenig oberhalb der Kauebene. Es hatte eine zylindrische, seitlich verbreiterte Form. Der Vorderrand des Kronenfortsatzes, der sich in einem Winkel von 45° zum Rest des aufsteigenden Astes erhob, wies eine tiefe Furche auf. Diese wurde vor allem zum unteren Ende zu sehr markant und fungierte als Ankerpunkt der Unterkiefermuskulatur. Seitlich am aufsteigenden Ast war eine auffallende Fossa masseterica ebenfalls als Muskelansatzstelle ausgebildet.

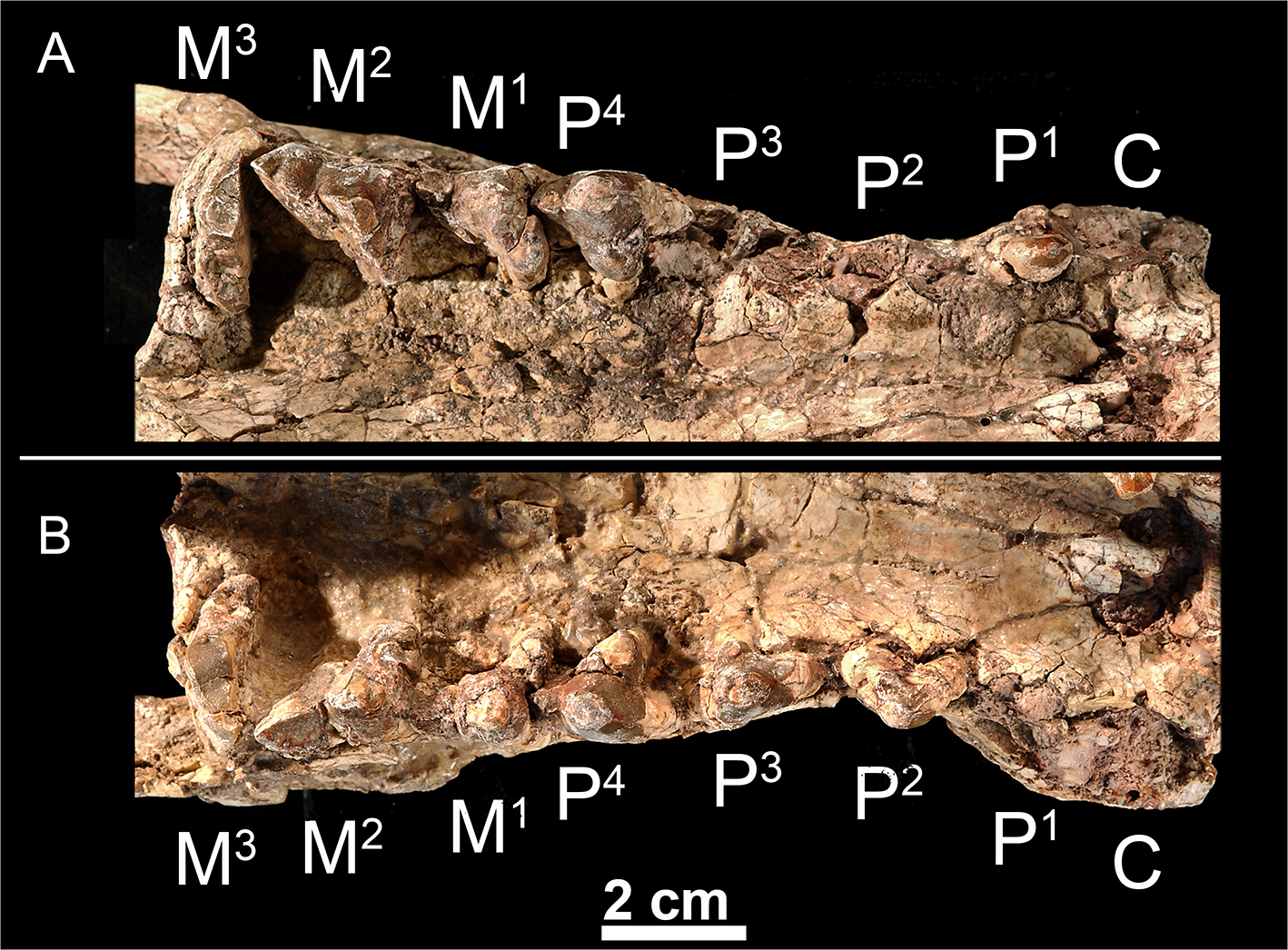
Das hintere obere Gebiss von Kerberos

Die obere Bezahnung bestand aus drei Schneidezähnen, einem Eckzahn, vier Prämolaren und drei Molaren je Gebisshälfte, bei der unteren sind die vorderen Zähne unbekannt. Der erste Schneidezahn war am kleinsten, der dritte am größten. Alle hatten eine einfache konische Form, der letzte ähnelte so einem Eckzahn. Die Kronen der Eckzähne sind nicht überliefert. Die Prämolaren wirkten in Seitenansicht dreieckig, hervorgerufen durch einen großen Haupthöcker, dem Paraconus im Ober- und dem Protoconid im Unterkiefer. Die hinteren Prämolaren wiesen zusätzlich noch einzelne Nebenhöcker auf. Im Unterkiefer trennte ein nur kurzes Diastema die beiden ersten Prämolaren. Die Mahlzähne hatten einen sectorialen Aufbau mit typischerweise drei Haupthöckern (Para-, Proto- und Metaconus im Oberkiefer sowie Para-, Proto- und Metaconid im Unterkiefer). An den ersten beiden Oberkiefermolaren waren der Para- und der Metaconus zum Amphiconus vereinigt, zudem überragte der Paraconus den Metaconus an Höhe, was charakteristisch für die Hyainailouriden ist. Im Gegensatz zu Akhnatenavus ließen sich die beiden Höcker aber nicht durch eine kleine Furche unterscheiden. Der Protoconus war nur sehr klein ausgebildet. Dem hintersten oberen Molar fehlte der Metaconus, dadurch war er in der Länge gekürzt. Die unteren Molaren wiesen ein nur kurzes Talonid auf (einen tiefer liegenden Bereich der Kauoberfläche), das durch fehlende zusätzliche Höcker einfach erschien. Das Metaconid war reduziert. In der oberen hinteren Zahnreihe nahmen die Zähne vom ersten Prämolaren bis zum zweiten Molar mehr oder weniger kontinuierlich an Größe zu, die entsprechenden Längen der beiden Zähne betrugen 11,4 und 23,5 mm, der letzte Molar erreichte nur eine Länge von 9,2 mm. Im Unterkiefer setzte sich die Größenzunahme kontinuierlich bis zum letzten Mahlzahn fort. Hier war der erste Prämolar 16,5 und der letzte Molar 25,8 mm lang. Sowohl in der oberen als auch der unteren Gebisshälfte übertraf jedoch der letzte Prämolar den ersten Molar geringfügig an Größe.
Die wenigen postcranialen Skelettelemente gehören dem unteren Abschnitt des Hinterbeins an. Das Wadenbein wurde 19,3 cm lang und besaß ein großes unteres Gelenkende, das mit dem Fersenbein artikulierte. Der Knochen war nicht mit dem Schienbein verwachsen. Sowohl das Fersen- als auch das Sprungbein sind schlecht erhalten. Letzteres wies eine flach eingedellte Sprungbeinrolle und einen breiten Gelenkkopf auf einem kurzen Hals auf. Die Mittelfußknochen waren kurz und robust mit zylindrischen Schäften, ihre Längen betrugen 5,8 und 7,8 cm für den des ersten und des dritten Strahls. Ebenso hatten die Zehenglieder einen kurzen und kräftigen Bau.

## Fossilfunde

Verschiedene Mittelfußknochen und Zehenglieder von Kerberos in verschiedenen Ansichten

Die bisher einzigen Fossilreste von Kerberos wurden an der Fundstelle von Montespieu bei Lautrec nordwestlich von Castres im südfranzösischen Département Tarn entdeckt. Sie lagerten dort in Sandsteinschichten der Formation des Molasses de Saix et de Lautrec (der sogenannte Grès de Puech Auriol et de Venès). Die Fundstelle ist schon wenigstens seit dem Jahr 1851 bekannt, als Jean-Baptiste Noulet die ersten fossilen Knochen erwähnte. Ihr Fossilreichtum veranlasste Hans Georg Stehlin im Jahr 1904 eine umfangreiche Beschreibung vorzulegen. In dieser stellte er unter anderem Reste des Tapirverwandten Lophiodon, des Pferdeverwandten Palaeotherium und des Flusspferdverwandten Choeropotamus vor. Bedeutende Untersuchungen fanden in den 1970er und 1980er Jahren unter Leitung von Dominique Vidalenc statt. Während dieser konnte bereits der Schädel eines Hyaenodonten aufgefunden werden, der zu Cynohyaenodon und damit in die nähere Verwandtschaft der Hyaenodontidae gestellt wird. Die Funde von Kerberos kamen 1981 zu Tage. Sie bestehen aus dem Schädel, dem Unterkiefer und Teilen des unteren Hinterbeins. Aufgrund der Faunenzusammensetzung datiert die Fundstelle in das ausgehende Mittlere Eozän mit absoluten Alterswerten von 40 bis 38 Millionen Jahren. Damit gehört Kerberos neben Paroxyaena zu einem der ältesten Hyainailouriden in Europa.

## Paläobiologie
Mit dem angegebenen Körpergewicht von rund 140 kg kann Kerberos als einer der größten terrestrischen Beutegreifer seiner Zeit angesehen werden. Gleichzeitig stellt die Gattung einen der größten bekannten Vertreter der Hyainailouridae dar, er erreichte aber nicht die gewaltigen Ausmaße des stammesgeschichtlich deutlich jüngeren Megistotherium, das schätzungsweise rund 800 kg wog. Der vollständige Schädel ermöglicht die Rekonstruktion des Kauapparates. Die Kaumuskulatur war kräftig entwickelt, so verweist die markante Fossa masseterica am Unterkiefer auf mehrere massive Muskeln wie den Musculus temporalis, den Musculus masseter und den Musculus zygomaticomandibularis. Wie auch bei heutigen Raubtieren üblich dominierte der Temporalis- gegenüber dem Masseter-Muskelkomplex. Ersterer setzte am Scheitelkamm, letzterer am Jochbogen an. Der Bau des Kronenfortsatzes mit der tiefen vorderen Furche diente als weiterer Ansatzpunkt der Muskelfasern des Temporalis- oder Schläfenmuskels und führte somit zu einer größeren Beißkraft. Der Musculus pterygoideus medialis war dem gegenüber weniger am Unterkieferschluss beteiligt, wofür die vorverlagerten Choanen wie auch der eher kleine Winkelfortsatz am Unterkiefer sprechen; durch beide Umstände boten sich nur geringe Ansatzflächen für den Muskel. Das unterscheidet Kerberos von einigen stammesgeschichtlich jüngeren Hyainailouiriden mit ihrem stärkeren Flügelmuskel. Aufgrund des sehr großen Warzenfortsatzes könnte ein massiver Musculus digastricus angenommen werden, der ebenfalls die Bewegung des Unterkiefers mitsteuert. Da aber hier auch weitere Muskeln für die Halswirbelsäule verankert sind, ist das nicht eindeutig. Die gesamte Konfiguration des Kauapparates bei Kerberos befürwortet kräftige Auf- und Abwärtsbewegungen des Unterkiefers mit großer Kraftentfaltung im Bereich der Molaren bei gleichzeitig reduzierten Seitwärtsbewegungen. Die Molaren sind stark auf eine Schneidfunktion spezialisiert, weniger auf durchlöchernde oder zerbrechende. Darauf weisen das reduzierte Metaconid (durchlöchernd) beziehungsweise das verkürzte Talonid und der kleinere Protoconus (zerbrechend) hin. Durch diese Merkmale erhält das Gebiss von Kerberos hypercarnivore Eigenschaften (heutige Hypercarnivoren nehmen mindestens 70 % an fleischlicher Nahrung zu sich). Die Prämolaren zeigen anhand der Abrasionsspuren einen hohen Grad an Nutzung. Vermutlich war Kerberos wie die heutigen Hyänen dazu befähigt, größere Knochen mit den Vormahlzähnen zu zerbeißen, abweichend von den Wolfs- und Schakalartigen, die das mit den hintersten Molaren tätigen. Die gegenüber Megistotherium etwas längere Schnauze wiederum bewirkte, dass die Eckzähne bei Kerberos weniger effektiv einsetzbar waren. Die Tiere besetzten daher wohl die Nische der großen Aasfresser. Es wird jedoch nicht ausgeschlossen, dass sie auch zum aktiven Jagen befähigt waren. Heutige Raubtiere ab einem Körpergewicht von rund 21 kg erlegen hauptsächlich Beutetiere ihrer eigenen Körpergröße oder darüber hinaus. Für Kerberos mit seinen enormen Ausmaßen würden daher größere Paarhufer wie Choeropotamus oder Unpaarhufer wie Lophiodon als bevorzugte Beute in Betracht kommen. Allgemein kann Kerberos so als ein Spitzenprädator des Mittleren Eozäns angesehen werden.
Die wenigen Langknochen wiederum geben Einblick in die Fortbewegung von Kerberos. Schien- und Wadenbein sind nicht miteinander verwachsen. Die großen Köpfe zur Artikulation mit dem Schienbein beziehungsweise dem Fersenbein zeigen einen gut beweglichen unteren Beinabschnitt an, wie er etwa bei Bären und Katzen vorkommt und zur Fortbewegung in felsigem Gelände geeignet ist. Das kurze Fersenbein, der abgeflachte Kopf des Sprungbeins sowie dessen kurzer Hals und die kurzen Mittelfußknochen wiederum verweisen auf einen plantigraden Gang. Des Weiteren sprechen das nach unten gerichtete Sustentaculum tali am Fersenbein und die nur schwach eingedellte Gelenkrolle des Sprungbeins für eine wiederum hauptsächlich terrestrische Fortbewegung. Einige Merkmale wie flache Grübchen am Sprungbeingelenk indizieren eine mögliche Befähigung zum Klettern. Es kann sich hierbei aber um ein altertümliches Merkmal handeln, da ursprüngliche Hyaenodonten an das Baumklettern angepasst waren. Demnach zeigt sich Kerberos als ein sohlengängerisches terrestrisches Tier, das wahrscheinlich nicht zum schnellen Laufen befähigt war. In diesem Aspekt unterscheiden sich die Tiere trotz ihrer teils aasfresserischen Ernährung von den heutigen Hyänen, die Anpassungen an eine schnelle Fortbewegung besitzen.

## Systematik
Kerberos ist eine Gattung aus der ausgestorbenen Familie der Hyainailouridae, die wiederum zu der ebenfalls erloschenen Ordnung der Hyaenodonta gehören. Die Hyaenodonta bildeten einst einen Teil der Creodonta, teilweise etwas irreführend auch als „Urraubtiere“ bezeichnet, die als die Schwestergruppe der heutigen Raubtiere (Carnivora) innerhalb der übergeordneten Gruppe der Ferae angesehen wurden. Da sich die Creodonta aber als in sich nicht geschlossene Gruppe herausstellten, wurden sie in die Hyaenodonta und die Oxyaenodonta aufgespalten. Ein beide Gruppen kennzeichnendes Merkmal ist die gegenüber den Raubtieren weiter nach hinten im Gebiss verlagerte Brechschere. Bei den Hyaenodonten sind zumeist der zweite Oberkiefer- und der dritte Unterkiefermolar daran beteiligt. Die Hyaenodonten traten erstmals im Mittleren Paläozän vor rund 60 Millionen Jahren in Erscheinung und verschwanden wieder im Verlauf des Mittleren Miozäns vor etwa 9 bis 10 Millionen Jahren. Charakteristisch für die Hyainailouridae ist der zum Amphiconus verwachsene Para- und Metaconus. Dabei überragt ersterer letzteren, eine Situation, die genau umgekehrt zu den verwandten Hyaenodontidae ist. Innerhalb der Hyainailouridae wird Kerberos zur Unterfamilie der Hyainailourinae gestellt. Bei diesen ist der Verschmelzungsgrad von Para- und Metaconus sehr weit fortgeschritten. Nahe Verwandte der Gattung stellen etwa Hemipsalodon, Pterodon und Metapterodon dar. Letzteres ist bisher nur in Afrika nachgewiesen, während Belege für ersteres lediglich aus Nordamerika vorliegen.
Die Gattung Kerberos wurde im Jahr 2015 von einem Forschungsteam um Floréal Solé erstmals wissenschaftlich beschrieben. Als Basis dienten die Funde aus Montespieu bei Lautrec im südlichen Frankreich. Der Holotyp (Exemplarnummer MNHN.F.EBA 517) stellt einen nahezu vollständiger Schädel mit dem weitgehend vollständigen hinteren Gebiss und einigen vorderen Zähnen dar. Benannt ist die Gattung nach dem Höllenhund Kerberos, den mehrköpfigen Wächter der Unterwelt in der griechischen Mythologie. Zusammen mit der Gattung stellte das Team die Art K. langebadreae auf. Das Artepitheton wurde zu Ehren von Brigitte Lange-Badré gewählt, welche sich intensiv mit den eozänen Beutegreifern beschäftigt hat.